# Liste der Baudenkmäler im Wuppertaler Wohnquartier Nächstebreck-Ost
Die Liste der Baudenkmäler im Wuppertaler Wohnquartier Nächstebreck-Ost enthält die denkmalgeschützten Bauwerke auf dem Gebiet von Wuppertal-Nächstebreck-Ost in Nordrhein-Westfalen (Stand: November 2011). Diese Baudenkmäler sind in der Denkmalliste der Stadt Wuppertal eingetragen; Grundlage für die Aufnahme ist das Denkmalschutzgesetz Nordrhein-Westfalen (DSchG NRW).

## Auszug aus der Denkmalliste

### Eingetragene Baudenkmäler
| Bild                              | Bezeichnung                              | Lage                                         | Beschreibung | Bauzeit | Eingetragen seit   | Denkmal- nummer |
| --------------------------------- | ---------------------------------------- | -------------------------------------------- | ------------ | ------- | ------------------ | --------------- |
| weitere Bilder                    | Wohnhaus                                 | Nächstebreck-Ost Bracken 34 Karte            |              |         | 5. Juni 1986       | 783             |
| weitere Bilder                    | Wohnhaus                                 | Nächstebreck-Ost Mählersbeck 99 Karte        |              |         | 5. Juni 1986       | 782             |
| weitere Bilder                    | Gaststätte                               | Nächstebreck-Ost Schmiedestraße 56 Karte     |              |         | 14. Dezember 1984  | 222             |
| weitere Bilder                    | Wohnhaus                                 | Nächstebreck-Ost Voßbleck 1 Karte            |              |         | 10. Oktober 1990   | 1826            |
| weitere Bilder                    | Tankstelle                               | Nächstebreck-Ost Wittener Straße 49 Karte    |              |         | 4. Februar 1999    | 3856            |
| weitere Bilder                    | Wohnhaus                                 | Nächstebreck-Ost Wittener Straße 105 Karte   |              |         | 25. März 1985      | 360             |
| weitere Bilder                    | Wohnstallhaus (Kotten Silberkuhle)       | Nächstebreck-Ost Wittener Straße 127 Karte   |              |         | 10. September 1996 | 4006            |
| Schulgebäude (Schule Hottenstein) | Schulgebäude (Schule Hottenstein)        | Nächstebreck-Ost Wittener Straße 144 Karte   |              |         | 6. November 1997   | 4070            |
| weitere Bilder                    | Kirche (Evangelische Kirche Hottenstein) | Nächstebreck-Ost Wittener Straße 146 Karte   |              |         | 10. November 1989  | 1660            |
| weitere Bilder                    | Fabrikgebäude                            | Nächstebreck-Ost Wittener Straße 288 e Karte |              |         | 24. September 1990 | 1819            |

### Baudenkmäler in Bearbeitung
Folgende Objekte werden noch geprüft oder deren Status ist in der Denkmalliste nicht klar ersichtlich.
| Bild           | Bezeichnung                                                 | Lage                                      | Beschreibung                                                         | Bauzeit | Eingetragen seit | Denkmal- nummer |
| -------------- | ----------------------------------------------------------- | ----------------------------------------- | -------------------------------------------------------------------- | ------- | ---------------- | --------------- |
| weitere Bilder | Kleindenkmal (Hochkreuz auf Friedhof)                       | Nächstebreck-Ost Bracken                  | Denkmal ohne Denkmalnummer                                           |         |                  | 0               |
| weitere Bilder |                                                             | Nächstebreck-Ost Bracken 14               | Status wird überprüft                                                |         |                  | 0               |
| weitere Bilder |                                                             | Nächstebreck-Ost Bracken 36               | Status wird überprüft                                                |         |                  | 0               |
| weitere Bilder | Brücke (Rheinische Bahnstrecke)                             | Nächstebreck-Ost Jesinghausen (Im Hölken) | Denkmal ohne Denkmalnummer. Bestandteil der Rheinischen Bahnstrecke. |         |                  | 0               |
| weitere Bilder | Frischwasserspeicher Nächstebreck / Erdbehälter Hottenstein | Nächstebreck-Ost Linderhauser Straße 63   | Status wird überprüft                                                |         |                  | 0               |

### Ausgetragene Baudenkmäler
| Bild                            | Bezeichnung                     | Lage                      | Beschreibung | Bauzeit | Eingetragen seit | Denkmal- nummer |
| ------------------------------- | ------------------------------- | ------------------------- | --- | ------- | ---------------- | --------------- |
| Brücke (Rheinische Bahnstrecke) | Brücke (Rheinische Bahnstrecke) | Nächstebreck-Ost Holtkamp | Denkmaleigenschaft festgestellt am 10. Januar 1994. Im März 2014 wegen Baufälligkeit abgerissen. Das historische Schmiedeeisengeländer wurde für eine spätere Nutzung gesichert. |         |                  | 0               |